# Roland de Vaux
Fray Roland Guérin de Vaux, OP (París, 17 de diciembre de 1903 - Jerusalén, 10 de septiembre de 1971) fue un sacerdote y fraile dominico francés, arqueólogo e historiador, que dirigió el equipo católico que inicialmente trabajó sobre los Rollos del Mar Muerto. Era director de la Escuela Bíblica y Arqueológica Francesa de Jerusalén (EBAF), una escuela teológica católica francesa de Jerusalén Este, y estaba encargado de supervisar la investigación sobre los manuscritos. Su equipo excavó el antiguo yacimiento de Khirbet Qumrán (1951-1956), así como varias cuevas al noroeste del Mar Muerto. Las excavaciones fueron dirigidas por Ibrahim El-Assouli, perteneciente al Museo Arqueológico de Palestina. La asociación de los sitios arqueológicos, las cuevas y los pergaminos con la secta judía de los esenios, aceptada desde hace mucho tiempo, está ahora bajo revisión por parte de una serie de estudiosos de la Biblia y arqueólogos. 

## Vida y trabajo
De Vaux nació en París en 1903, ingresó en el sacerdocio en 1929 y recibió los hábitos de la Orden de Predicadores el mismo año. Desde 1934 hasta su muerte en 1971, vivió en Jerusalén, estudió en la Escuela Bíblica de Jerusalén, posteriormente enseñó diversos temas como la historia y la exégesis allí. Se interesó en los estudios arqueológicos. Había trabajado en varias excavaciones cuando Gerald Lankester Harding, el director del Departamento de Antigüedades de Jordania, en contacto con él en 1949 para investigar una cueva cerca del Mar Muerto, donde algunos manuscritos habían sido encontrados. Por aquel entonces había sido director de la Escuela Bíblica de cuatro años. La cueva más tarde llegó a ser conocido en la nomenclatura de "la cueva de Qumran 1, la primera cueva para producir textos que se conocen como los Rollos del Mar Muerto. 
La primera de cinco temporadas de excavaciones en las cercanas ruinas de Qumran se inició en diciembre de 1951. Además de las excavaciones de Qumrán, de Vaux también hizo temporadas en Wadi Murabba'at con Lankester Harding en 1952, y en Ein Feshkha, a pocos kilómetros al sur de Qumrán, en 1958, cuando regresaba regularmente a Tell el-Far'ah (norte) de 1946 a 1960. Fue editor de la Revue Biblique de 1938 a 1953, cuando asumió el cargo de redactor-jefe de los Rollos del Mar Muerto, siendo responsable por la publicación de los primeros cinco volúmenes de los descubrimientos en el desierto de Judea, el funcionario publicación de las ediciones de los manuscritos. 
Como de Vaux trabajado en Qumran y sus alrededores más rollos fueron encontrados y estos descubrimientos trajo un pequeño grupo de jóvenes estudiantes de hebreo para trabajar en ellos. Estos académicos, algunos de los cuales trabajaron en sus rollos asignado durante décadas, incluido Józef Milik, John Marco Allegro, Frank Cross y John Strugnell.

## Qumrán
En 1959 presentó su análisis de la zona arqueológica de Qumran en la Academia Británica. Sus conclusiones fueron las siguientes: 
1) El emplazamiento de Qumran, además de haber estado poblado en fechas tempranas durante la Edad de Hierro, fue habitado desde el año 135 a C hasta algún tiempo después de 73 d C. Esto representa tres períodos separados de la ocupación: Período I, para el terremoto del 31 a C; Período II, desde el reinado de Arquelao, en el 4 d C, hasta la destrucción a manos de los romanos en el comienzo de la Guerra de los judíos en el 68 d C; y Período III, el de la ocupación militar romana hasta algún tiempo antes de que finalice el siglo. 
2) Las cuevas cercanas, que contenían los pergaminos, estaban relacionadas con el asentamiento de Qumrán, ya que ambos presentaban hallazgos similares. 
3) En Qumrán vivía una secta judía conocida como la de los esenios y el contenido de los rollos a menudo refleja lo que se conoce de los esenios a través del antiguo historiador judío, Flavio Josefo. 
De 1961 a 1963 trabajó con Kathleen Kenyon en las excavaciones en Jerusalén. 
De Vaux decidió no publicar un informe arqueológico definitivo para su trabajo en Qumran, a pesar del interés de todo el mundo, aunque dejó tras de sí numerosas notas, que han sido sintetizadas en un solo volumen y publicadas en 2003. 
En el conjunto de sus dos volúmenes, Antiguo Israel, Volumen 1: Instituciones Sociales (1958) y el Antiguo Israel Tomo 2: Las instituciones religiosas (1960), De Vaux escribió ampliamente acerca de lo que parecía poner de manifiesto la arqueología sobre el antiguo Israel.